# 藤本やすし
藤本やすしはアートディレクター。武蔵野美術大学卒業。平凡社勤務を経て、1983年CAPを設立。
過去に雑誌「太陽」「マリークレール」「流行通信」「Olive」「STUDIOVOICE」などを手がける。現在は「VOGUE NIPPON」「GQ JAPAN」「BRUTUS」「CasaBRUTUS」「GINZA」などの雑誌、ルイ・ヴィトンなどのファッション広告やDMなどのディレクション&デザインを手がける。また1996年にジャンルの枠を越え、若手アーティストの作品を中心にアート的なものを発信する空間として原宿にgallery ROCKETをオープン。現在project ROCKETとしてフリーマガジン「ROCKET」を発行。
関連会社として、編集および広告制作を手がけるクリエイティブプロダクション Rocket Company*/RCKTを1999年に設立。
ピエブックスより書籍「雑誌をデザインする集団キャップ」「雑誌をデザインする人と現場とセンスの秘密」を刊行。